# Floridai sövényleguán
A floridai sövényleguán (Sceloporus woodi) a hüllők (Reptilia) osztályába a  pikkelyes hüllők (Squamata) rendjébe, a gyíkok (Sauria)  alrendjébe és a békagyíkfélék (Phrynosomatidae) családjába tartozó faj.

## Előfordulása
Az Amerikai Egyesült Államok 27. tagállamában (Floridában) honos.

## Megjelenése
A floridai sövényleguán színe barnás, a hímnek van kék foltjai is.. Testhossza 1.75 hüvelyk.

## Életmódja
Tápláléka hangyák, bogarak, pókok és más kis ízeltlábúak.

## Szaporodása
A párzási időszak májustól júniusig tart. A nőstény 2-8 tojást rak. Késő júniustól kora novemberig kelnek ki a kis gyíkok.